# 妖怪

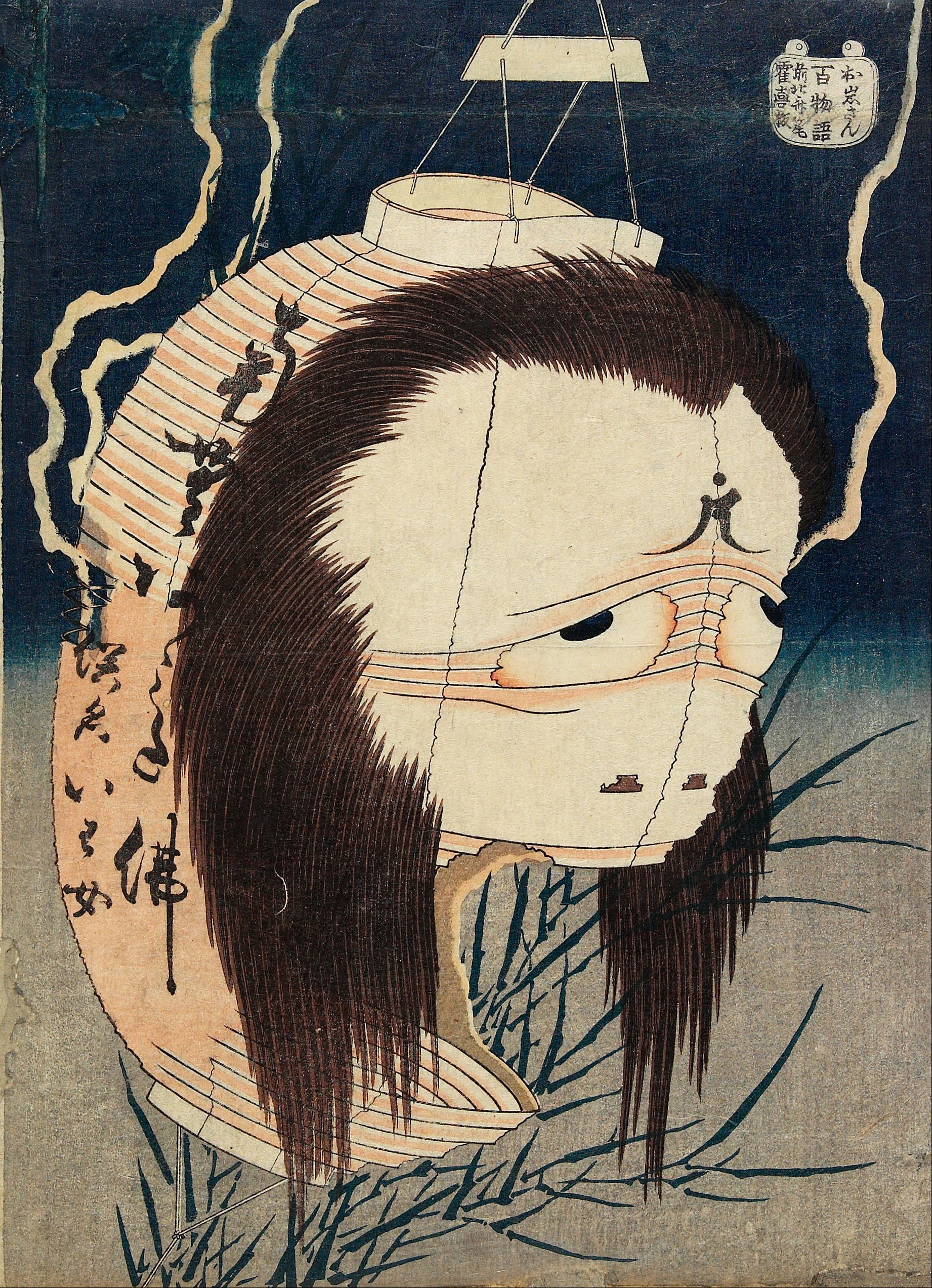
提灯お岩（葛飾北斎『百物語』1831～32年ごろ）

妖怪（ようかい）は、日本で伝承される民間信仰において、人間の理解を超える奇怪で異常な現象、あるいは、それらの現象を起こす不可思議な力を持ち科学で説明できない存在のこと。おばけ、物の怪（もののけ）、鬼神（きしん）、化物（ばけもの）、妖（あやかし）、魔物（まもの）、変化（へんげ）、'魑魅魍魎（ちみもうりょう）などとも呼ばれる。
科学的・物理的な観測の対象から逸脱するもの、超自然のものであると考えられることが多く、その実存について肯定されることのない概念であり、しばしば迷信ともされて来た。

## 概要
妖怪という存在は、日本古来のアニミズムや八百万の神（やおよろずのかみ）の思想、あるいは、人々の日常生活の決まり事や自然界の法則などに深く根ざしている。その一方で、人々が理解せず信じない存在や現象にも妖怪になりうるものがあるとされる。
時代ごとに人間が超自然現象と感じる事象の範囲は異なるが、時代を遡れば遡るほど、その範囲は広かったと考えられるが、もっとも、時代の進行に伴い、超自然現象ではなく合理的に説明できる事象の範囲は増加していく。中世から近世にかけて、仏教や儒学などの影響から、妖怪たちは悪魔や鬼神。などの理論に当てはめて説かれつつ、実在性の乏しいまやかしや誤認として講じられることもあった。また、明治時代以降には古くからの一般の風習と共に、近代化とは逆の位置にあたる迷信として一律に扱われることは増大したが、不可思議な体験や、怪奇現象に対しての理解として妖怪が語られる事例は、近代にも現代にもうかがうことは出来る。
他方で、妖怪たちを超自然的な存在ではなく、実在をともなうものとして目撃例や存在の痕跡が重視される事例も、ありふれて存在する。通常とは異なる特徴を持った生物（怪獣・怪魚・怪虫・怪鳥）でもあり、そのような姿の動物・植物でもある存在として近代以前に知識人によって分類されて来た点や、寺社や旧家などに保管されている鬼、天狗、河童、人魚などのミイラと称される品なども、その最たる例である。
同時に、妖怪は装飾図案や絵画、造形物をはじめ創作物としても用いられて来た。古くは祭祀や辟邪のために用いられることが重要視されていたと考えられるが、日本では娯楽の対象としても古くから身近に用いられて来た。娯楽化の傾向は、絵画や芸能を通じて中世から見られ始め、江戸時代と1960年代以降に大きく拡大した。

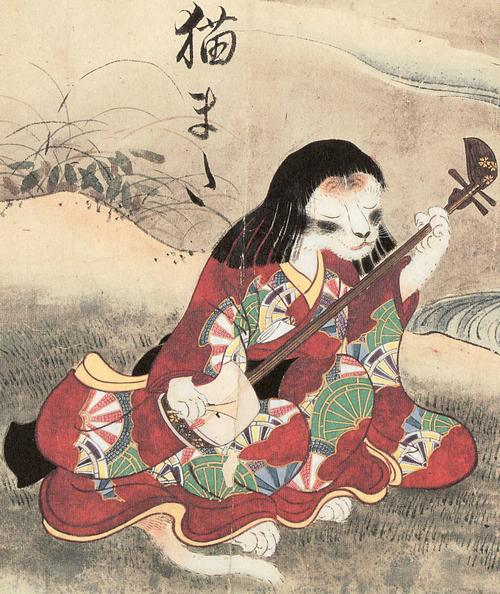
猫又（佐脇嵩之『百怪図巻』1737年）
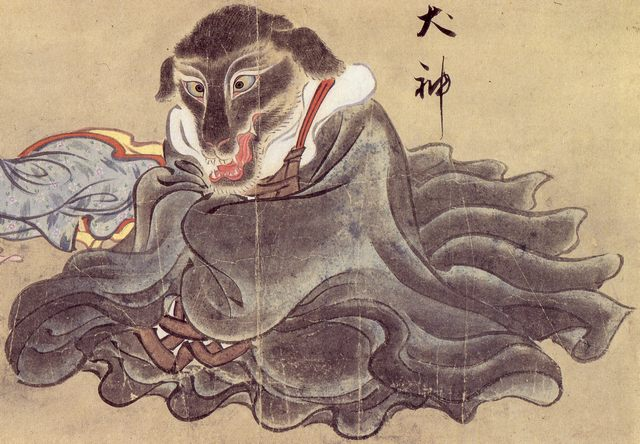
犬神（佐脇嵩之『百怪図巻』1737年）
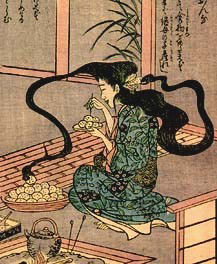
二口女（竹原春泉斎『絵本百物語』1841年）
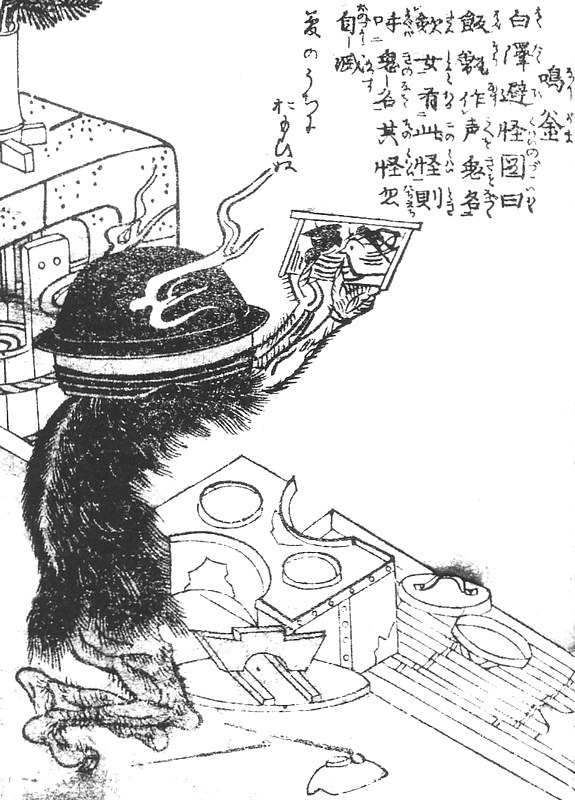
鳴釜（鳥山石燕『百器徒然袋』1784年）
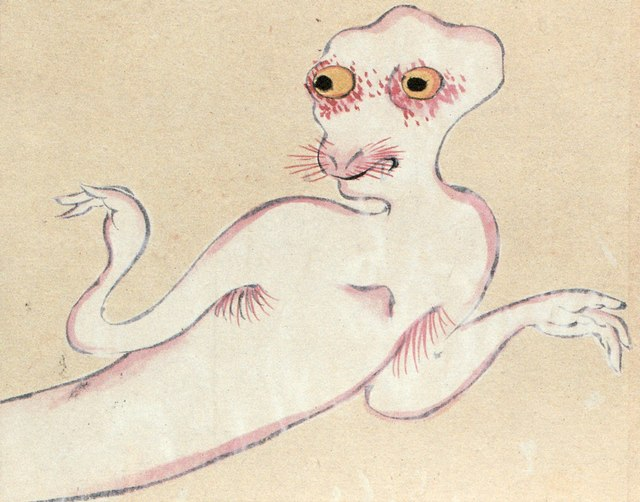
白うかり（尾田郷澄『百鬼夜行絵巻』1832年）

妖怪を作品主題とした日本の著名な創作者には、漫画家の水木しげる（1922年-2015年）や、小説家の京極夏彦などがいる。創作物についての詳細は「カテゴリ：妖怪を題材とした作品」などを参照。

### 妖怪の分類
風俗史学者の江馬務は、『日本妖怪変化史』や『おばけの歴史』などで妖怪と変化を取り上げ、本体として語られる存在や外見要素に基づいた以下のいくつかの分類を試みている。
- 「本体」がどのようなものであるか、類似しているかという「人間・動物・植物・器物・自然物」の5種の分類
- どのように「化ける」かという変化の「現世的・精神的・輪廻的（来世的）・具象的」の4種の分類
- 「容姿」がどのような妖怪であるかという「人間・動物・植物・器物・建造物・自然物・雑」という7種の単独的容姿と、それらの複合的容姿のどれかであるかという分類

日本の民俗学では、各地に伝承されていた妖怪の採集報告を出現する場所などで分け、以下のような分類を『綜合日本民俗語彙』（第5巻）の部門別索引などで示している。
- 山の怪・道の怪・木の怪・水の怪・海の怪・雪の怪・音の怪・動物の怪（実在の動物あるいは想像上の動物）

## 歴史

### 古代

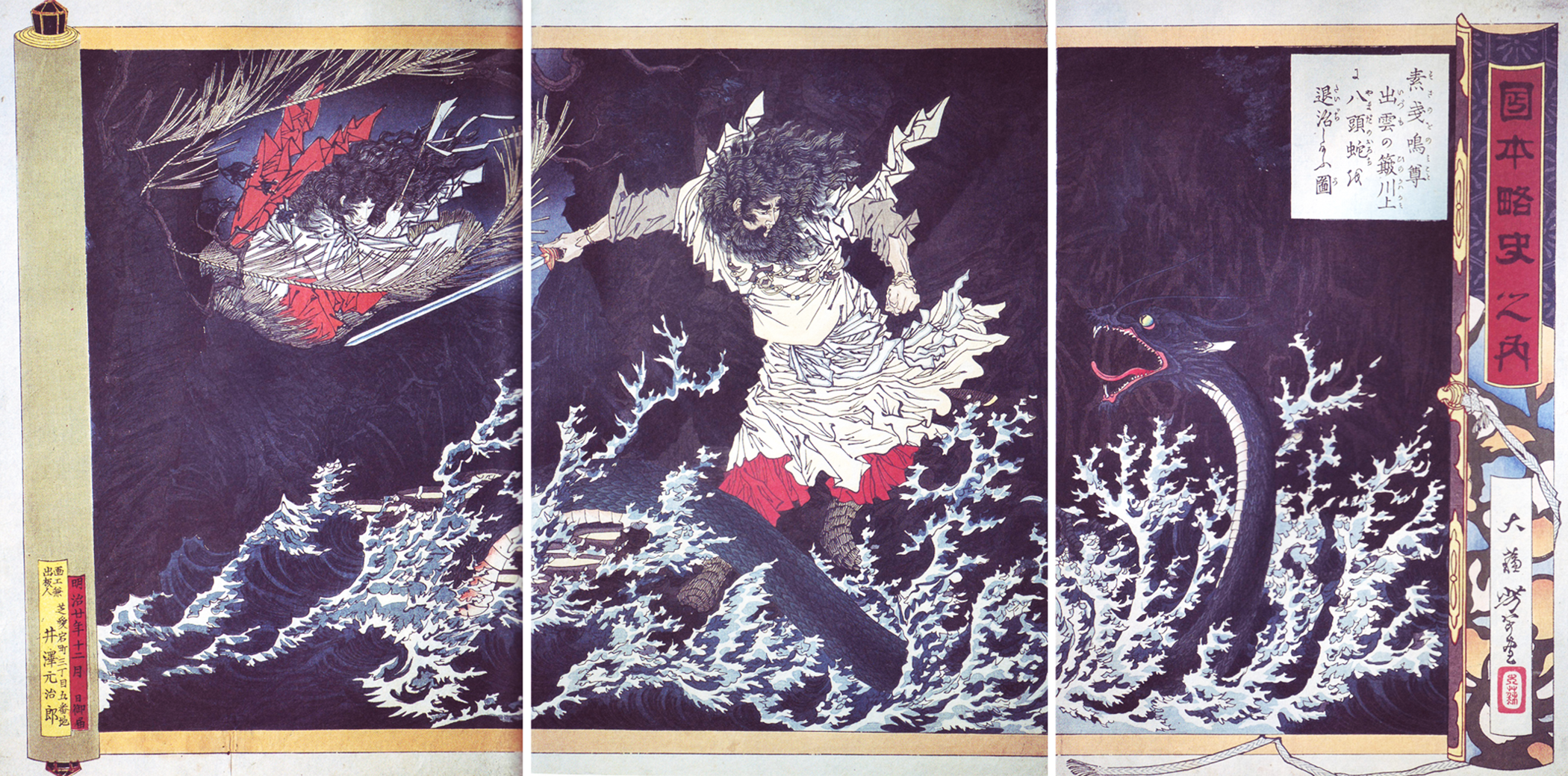
月岡芳年『日本略史之内 素戔嗚尊出雲の簸川上に八頭蛇を退治したまう図』1893年

『古事記』、『日本書紀』といった神話や歴史書、『風土記』などでの太古からの伝承を説明している文献に、鬼、大蛇や怪奇現象（怪異や妖怪と称される凶兆）に関する記述が既に見える。朝廷や寺社の記録や、貴族の日記などにもそれらは確認できる。
奈良時代から平安時代にかけては、陰陽道や仏教（密教）に基づく大陸文化の影響も色濃く見られ、人々の信仰や行動に影響を与えている。凶兆（怪異・妖怪）が発生した際には、それを祓うための儀式が執り行われていた。『日本霊異記』や『今昔物語集』を初めとした説話集にも、妖怪たちの登場する説話は数多くみられる。
正体のわからない存在や霊魂は邪気やもののけ（物の気）とも称され、平安時代には、それが原因とされる病気についてが記録にも見られるようになる。もののけについての対処療法は医学書にも散見される。丹波家に伝わる医学書『神遺方』には、もののけのうちに、まじこり（まじない等による悪い気）・けだものけ（狐狸をはじめとした生物の気）・たかかみけ（高津神・天狗などの気）を含めている。
平安時代後期には、『地獄草紙』や『辟邪絵』などの仏教絵画に鬼や怪物の表現が見られるが、視覚的表現として多様な形で妖怪が具体的に描かれるようになってゆくのは鎌倉時代に入ってからある。『今昔物語集』などには、百鬼夜行と遭遇した人物の説話も見られるが、平安時代に描かれた百鬼夜行の絵画資料は見られず、室町時代の『百鬼夜行絵巻』とはイメージ上の隔たりがあると考えられる。

### 中世
中世において妖怪は、飢饉や疫病、戦乱などの前兆として出現する凶事や怪奇現象と関連して語られて来た。そのような語られ方は、中国文明からもたらされ古代からつづいて来た怪異に対する意識と同様のものである。物怪（ぶっかい・もののさとし）ともそれらは称された。
凶事や災害・疫病をもたらす具体的な存在として鬼や天狗、妖物（ばけもの）などが結びつけられる例は、中世から次第に発達していった。

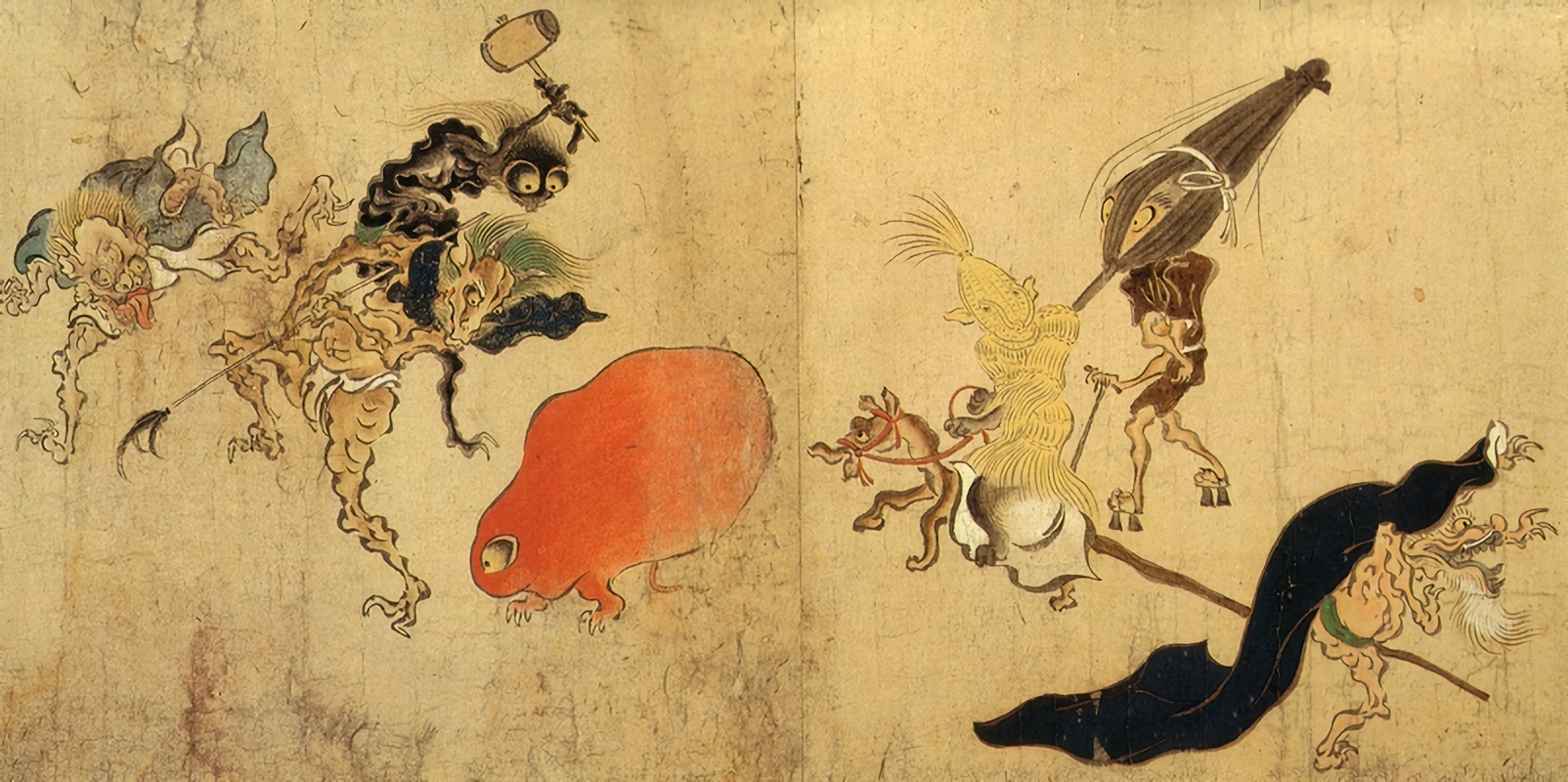
伝・土佐光信『百鬼夜行絵巻』室町時代

鎌倉時代から室町時代にかけては、絵巻物や御伽草子といった絵物語により具体的な姿を持った妖怪たちが続々と登場する時代でもある。寺社縁起として製作される絵巻がある一方で、御伽草子をはじめ娯楽性の高い絵巻も登場。妖怪は娯楽の対象になり始めていく。例えば源頼光や渡辺綱など、勇壮な武士たちを主役にした妖怪退治の物語は妖怪に対する人間世界の優位性を強調しているとも言える。
- 『酒呑童子絵巻』（鬼）、『是害坊絵巻』（天狗）、『俵藤太絵巻』（大蛇、百足）、『土蜘蛛草紙絵巻』（土蜘蛛）、『道成寺縁起絵巻』（大蛇）といった従来からの主要な妖怪にまつわる絵巻
- 『北野天神縁起絵巻』では人であった菅原道真が鬼の姿をした雷神になり人を襲うも、最後は祀られ神に転じる[10]。
- 『十二類絵巻』、『玉藻の草子』（玉藻前）、『藤袋草子絵巻』（猿）といった動物達の変化にまつわる絵巻
- 大切にされず捨てられた器物達に精霊が宿って妖怪となり人間たちに悪さを企てるが出家・成仏をする『付喪神絵巻』
- 多様な妖怪が勢ぞろいし行進を行う様子が描かれる『百鬼夜行絵巻』（ここでの百鬼夜行の妖怪たちの姿は平安時代のものとは異なったものと考えられている[24]）
- 能・狂言にも、鬼・鵺・山姥など、よく知られた物語の妖怪たちのほか、『西行桜』の桜の花の精[29]や、[30]『蚊相撲』の蚊の精[30]をはじめとした変化たちの登場が多く見られる。

御伽草子には浦島太郎や一寸法師など、昔話として現代においても馴染み深い物語も見られる。これら絵巻物や芸能（能・浄瑠璃）を通じた娯楽の場に描かれる妖怪たちの要素は主として作品を所有・鑑賞することの出来た、公家・寺社などが主体となっていたものであったが、室町・戦国時代を経て武家から町人にも文化の拡大と共にひろまってゆき、江戸時代初期と地つづきになっている。

### 近世
江戸時代は、日本人の妖怪に対する認識が大きく拡大を遂げた時代である。かつて凶事を示して天下に警告をするものとして畏れられていた現象や存在は、情報伝達技術の発達によって人々のあいだで次第に身近なものとなっていった。その結果、個人が主な対象となるようになり、単に「怪しいだけ」、「不可思議なだけ」の存在が妖怪として増えるに至った。たとえば、河童に類する水中に出没する妖怪は、日本全国に多くの様相や解釈があったと想定されるが、木版印刷による書籍の出版流通や、各地での情報交換によって、現在にも通ずる絵画としてのイメージが固まっていったと見られている。
- 正徳2年（1712年）- 中国の類書『三才図会』を元に、医師の寺島良安が『和漢三才図会』を編纂成立。
- 正徳6年（1716年） - 用語の解説集である『世説故事苑』の中に「妖怪」の解説があり、「吾が俗の言い伝える怪事(俗に怪事を誤ってケチと言う)の類多し。鼬(いたち)の鳴き、狐の吼える、鼠の騒ぐ、鶏の宵、鳴烏の声、烏の屎衣を汚す、或いは釜甑の声を作(な)すの如きの類なり。此の類、渉世録に出だして、この妖怪祓う術見えたり、本據とすべし。」とある[33]。
- 天明8年（1788年） - 北尾政美による黄表紙『夭怪着到牒』が出版。妖怪図鑑の体裁をとった草双紙であるが、その巻頭には「世にいふようくわいはおくびょうよりおこるわが心をむかふへあらわしてみるといえども…」（世に言ふ妖怪は臆病より起こる我が心を向こうへ表わして見るといえども）とあり[34]、これはこの時代からすでに妖怪の実在性を疑問視していた人がいたことを示している。

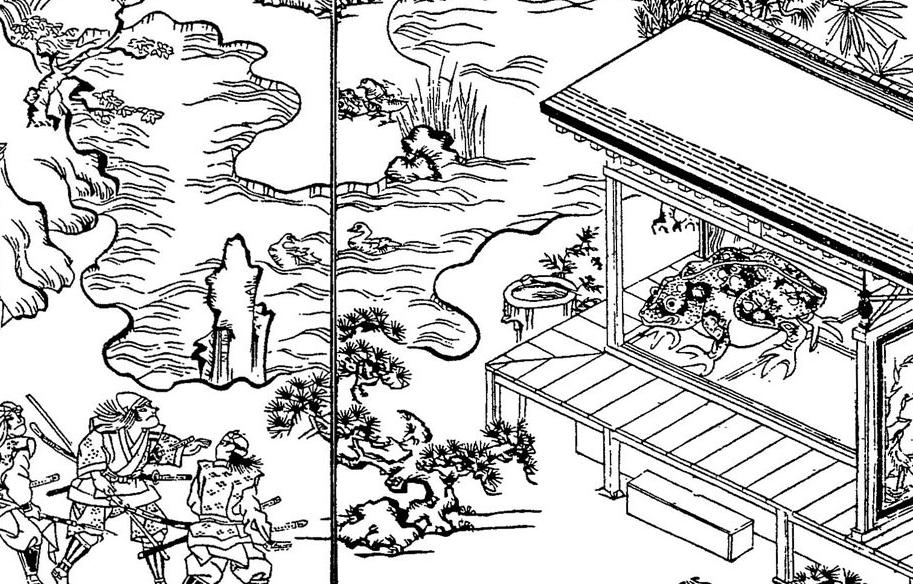
蝦蟇の妖怪（林義端『玉箒木』1696年）

百物語と称する怪談・奇談を語り合うあつまりが娯楽として持たれることも人々のあいだに広まった。語り手がまだ世間には知られない未知の怪談・奇談・妖怪を求めた結果、中国から輸入されたばかりの白話小説を翻案したり、翻案を他の伝承や物語とミックスしたり、妖怪そのものを創作するという事例も散見されるようになる。翻案された中国の話には『怪談全書』や、『剪灯新話』など日本で翻訳ずみであった作品もあるが、直接原文から翻案されたものも見受けられている。また、そのような奇談集・怪談集が編まれる際に参照された地誌や名所記、芸能書などの書き手は、浅井了意や青木鷺水など連歌や俳諧に携わる文人たちの手によるものも多く、古今の書籍をおさめた故事集や類書（簡便な事典や辞書）を活用した知識の再編・紹介も見られた。
- 延宝5年（1677年） - 『諸国百物語』が出版される。多くの変化、化物などの話を収録。
- 宝永6年（1706年） - 青木鷺水『御伽百物語』 が出版される。「宮津の妖」（巻1）や「雲浜の妖怪」（巻4）など、収録のいくつもの妖怪の話が、中国の小説集などに見られる話を日本を舞台に置き換えた翻案からなっている[37][39]。

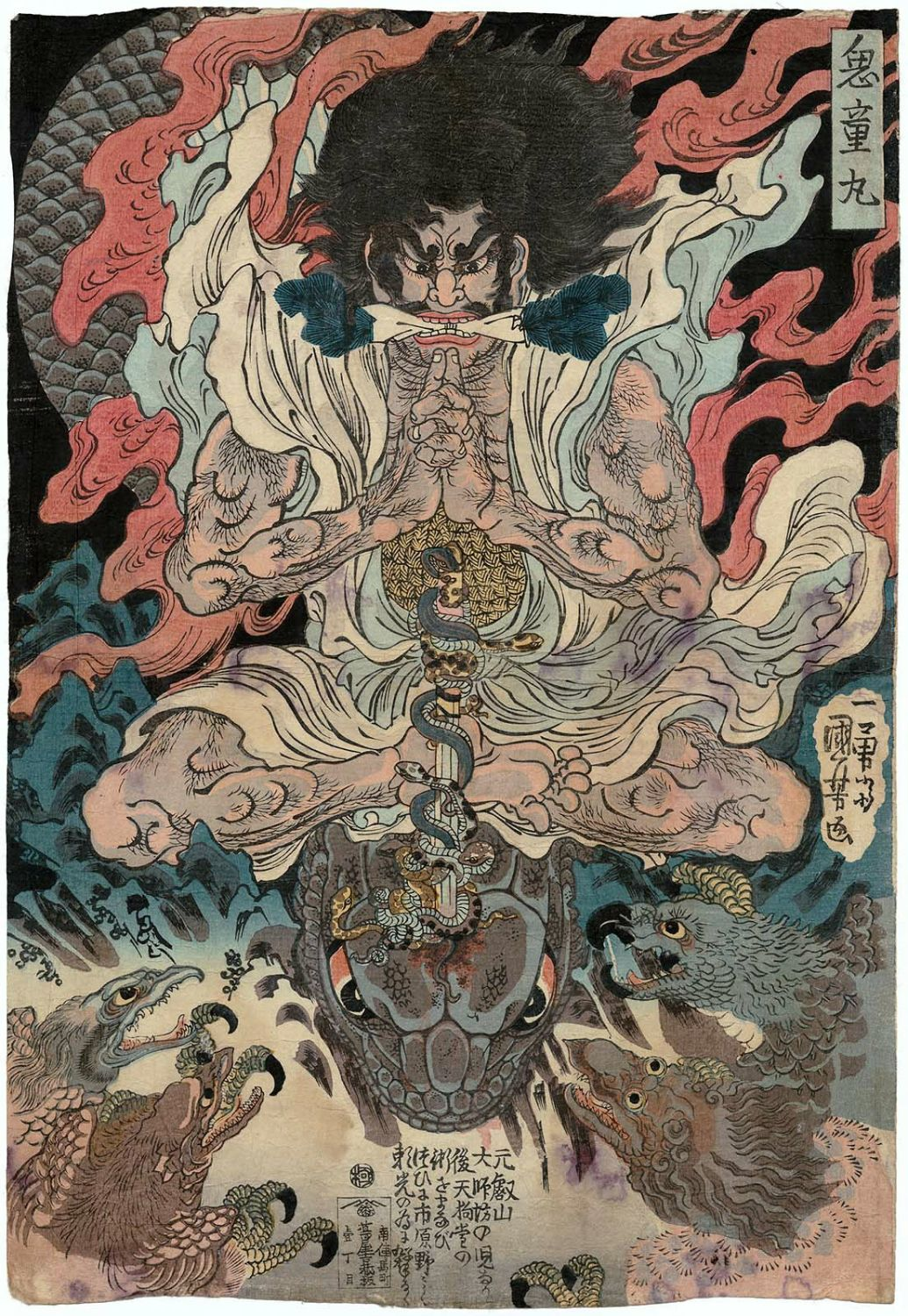
鬼童丸（歌川国芳1798～1861年ごろ）

中世以来の仏画・大和絵の流れのなかで、絵巻や肉筆の絵本（奈良絵本など）が制作され、武家や豪商などに珍重され、そこには妖怪変化も題材になった。御用絵師として、土佐派や狩野派などの画家によって絵巻物や絵手本として『百鬼夜行図』などの妖怪絵巻も江戸時代以降、盛んに描かれた。浮世絵の画題としても妖怪は描かれた。有名な妖怪を描いた画家に佐脇嵩之、葛飾北斎、歌川国芳などがいる。
印刷・出版技術の発展とともに、出版文化が発達していき、庶民にも手の届く草双紙（赤本・黒本・青本・黄表紙・合巻）や洒落本、滑稽本、読本など創作作品の題材にも妖怪は盛んに用いられた。創作物のなかでも親しまれ来た妖怪の中には傘化けや、河童、、豆腐小僧などが現在も知られている。古文献や民間に伝承された妖怪とは別個に、駄洒落や言葉遊びなどで、この時代に創作された妖怪も多数存在し、現在でいえば妖怪図鑑のような位置づけであろう鳥山石燕『画図百鬼夜行』（1776年）シリーズや真赤堂大嘘『選怪興』（1775年）や森羅万象『画本纂怪興』（1791年）に描き込まれている妖怪にもそのような例が多い。
江戸時代後期には、工芸品や衣料をはじめ、かるた、すごろく、立版古など児童向けの玩具に類する出版物の図柄にも妖怪が使われていた。これは前述のごとく出版文化の発達に伴い描かれた妖怪たちが浮世絵や版本を通じて人々と身近に接する機会が増え、本来は畏怖の対象だったであろう妖怪が人々にとって親しみのあるキャラクターとしても捉えられるようになっていったことが要因の一つなのではないかと現代の研究では考えられている。これは明治に入ってからも現代に至るまで、めんこやカード、シールなど時代にあわせてその媒体を増やしつづけている。

### 近代
明治時代に入ると、新政府による欧米風の義務教育が開始され、高等教育を受けた人々のあいだでは近代科学的な解釈で旧来からの一般の風習を迷信として廃止排斥する啓蒙活動が盛んになり、その範疇に妖怪も含まれていった。幽霊などは神経衰弱・神経病によって人間の見る「心の迷い」だとするような言及は、明治前期に気の利いた新鮮な知見として広く用いられた。仏教哲学者の井上円了は、西洋文明のなかにあっての東洋的な哲学・思想の重要性を説くと共に、明治20年代から科学的な妖怪研究を打ち立て、書籍や講演を通しての啓蒙活動をつづけた。
- 明治29年（1896年） - 井上円了『妖怪学講義』を出版。
- 大正3年（1914年） - 白井光太郎『植物妖異考』を出版。白井は植物病理学者・本草学者の観点から植物の妖怪についての文献・事蹟を集成した。

従来からの演劇（歌舞伎や浄瑠璃）や、月岡芳年、河鍋暁斎などの画家の作品の妖怪たちは江戸時代から地つづきで庶民たちには親しまれていた。明治初頭には急激な文明開化の影響による混乱がみられたが、明治10～20年代には懐旧思想が次第に拡大する揺り戻しが起こっている。
- 明治33年（1900年） - 歌舞伎『闇梅百物語』が歌舞伎座で1月に上演される。傘一本足や河童、骸骨、雪女、おさかべ姫など多くの妖怪が登場する所作事であり、尾上菊五郎が家の芸であったおさかべ姫の役を含め多くの役を勤めた[53]。

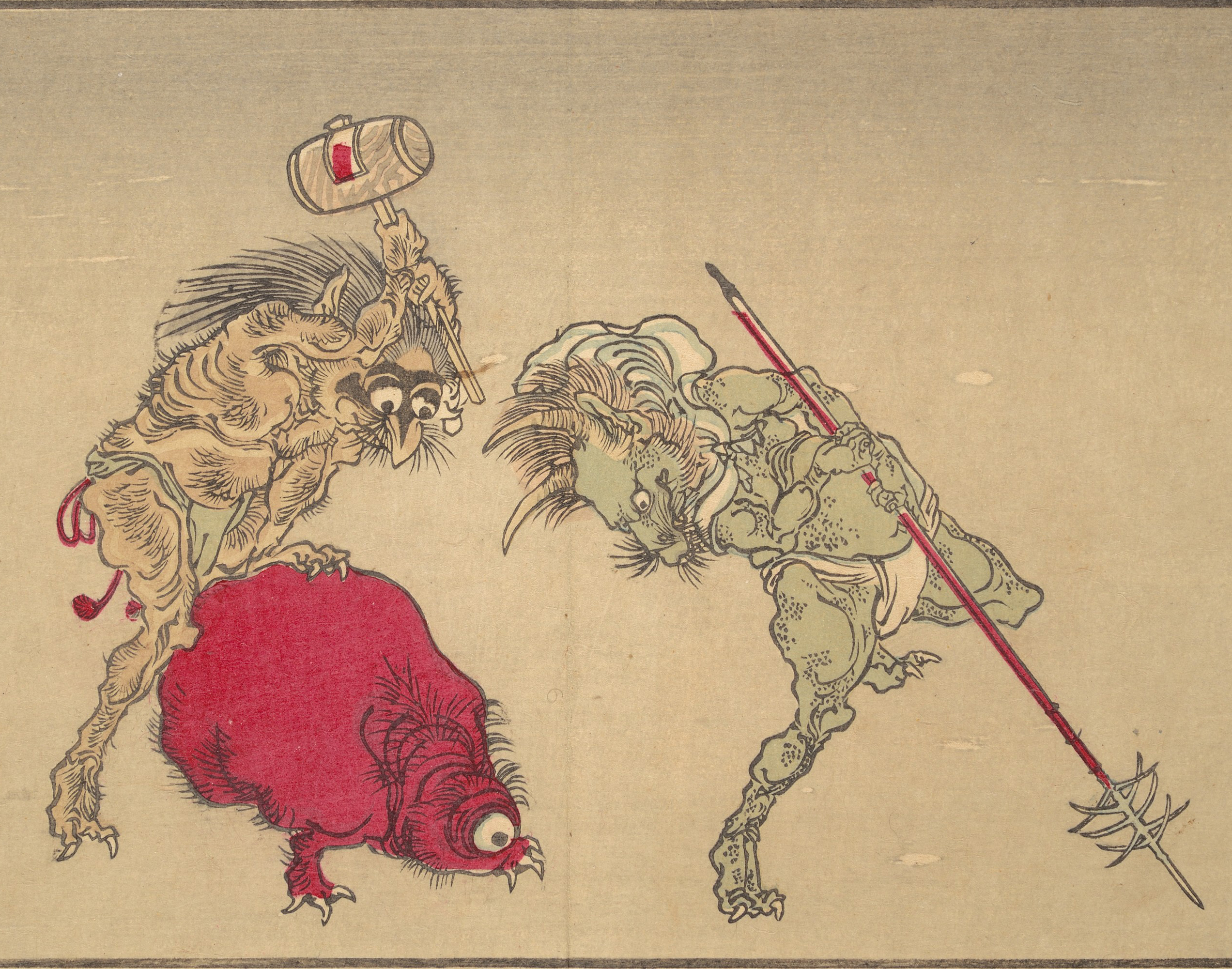
河鍋暁斎『暁斎百鬼画談』1890年
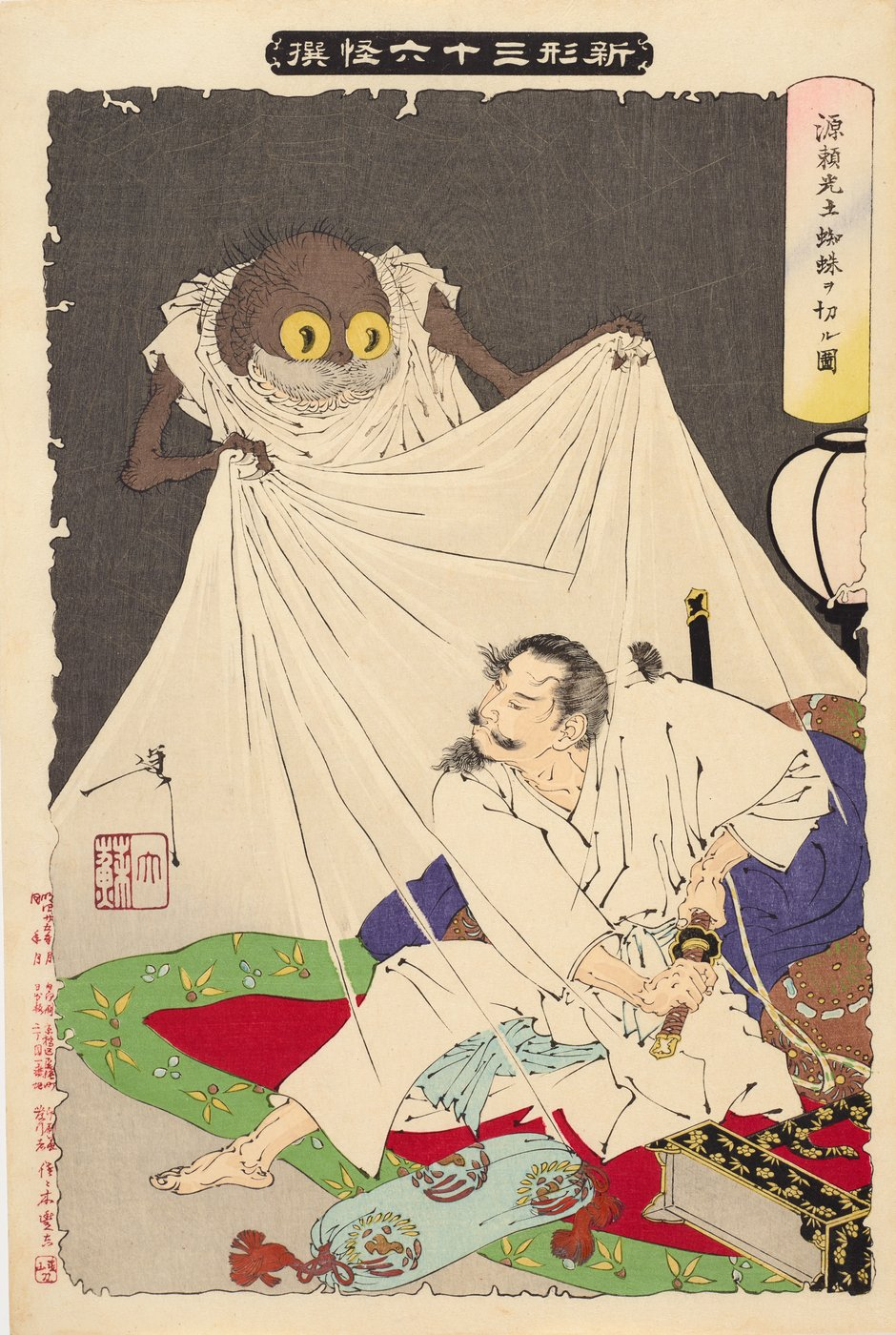
土蜘蛛（月岡芳年『新形三十六怪撰』1892年）
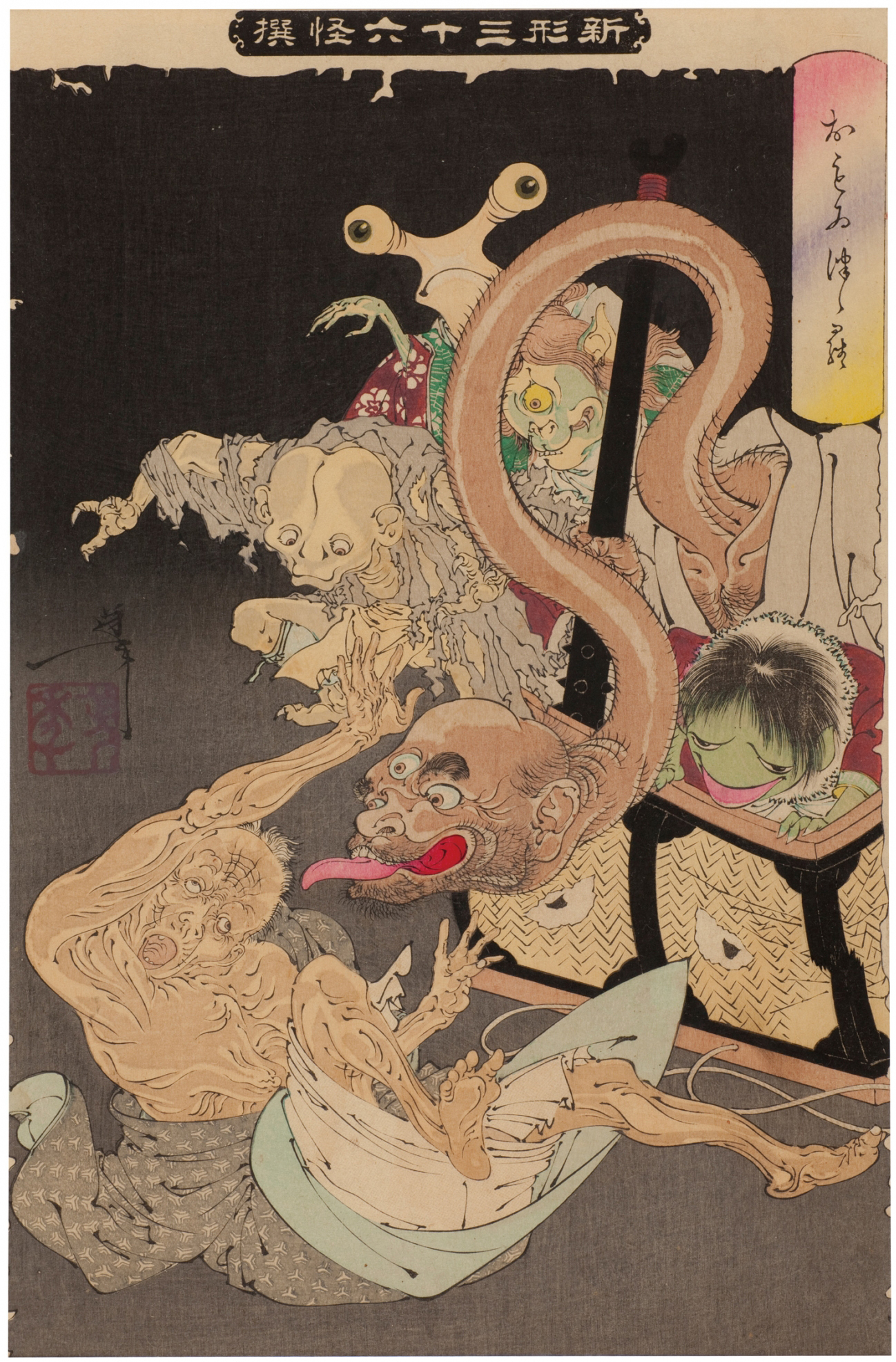
おもゐつづら（月岡芳年『新形三十六怪撰』1892年）

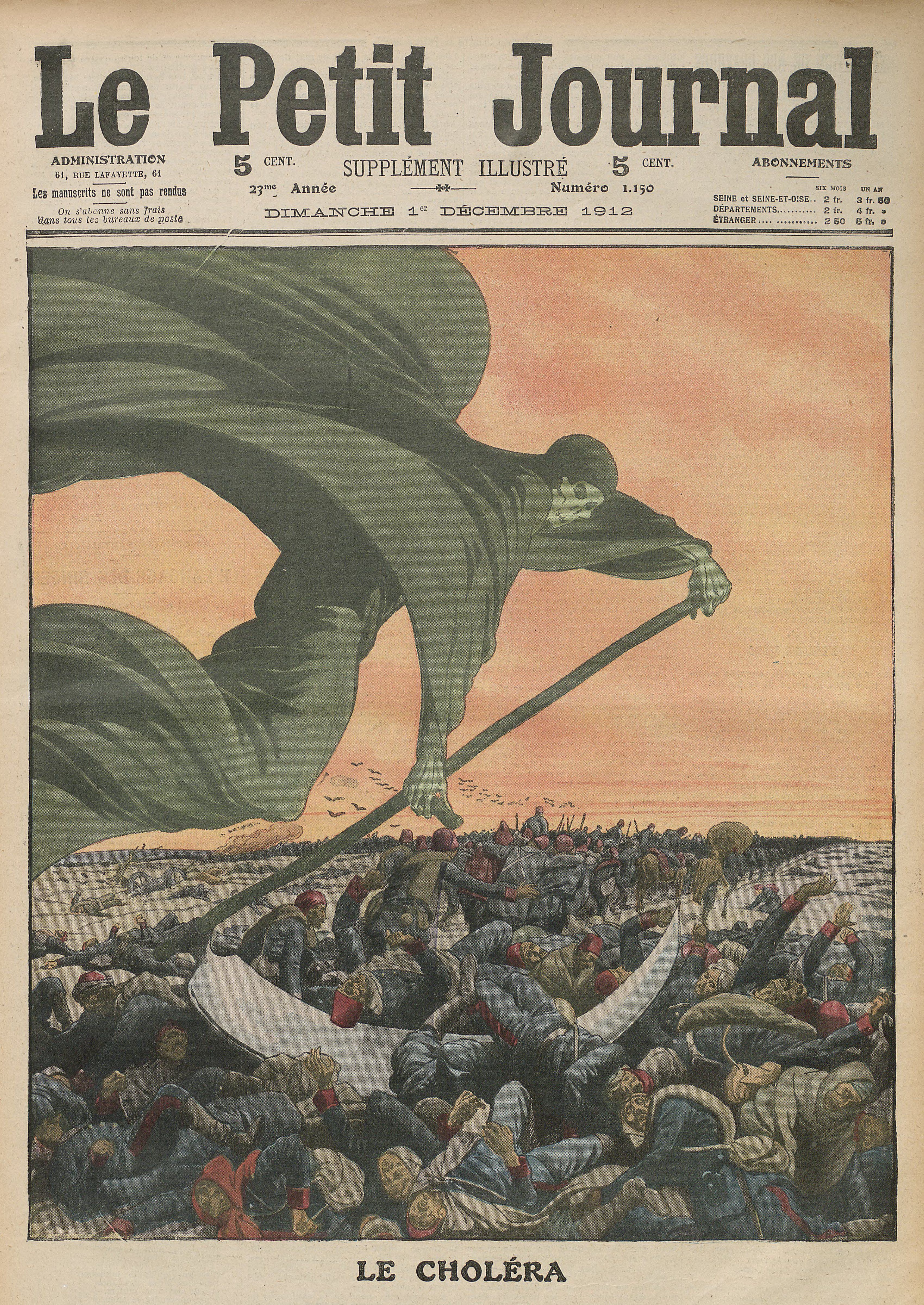
コレラの蔓延を死神に例えた挿絵：ル・プティ・ジュルナル

明治維新後に急進した欧化政策を受け、西洋の物語も原書あるいは翻訳を通じて日本でも受容されていった。
- 明治24年（1891年） - 渋江保『西洋妖怪奇談』を出版。『グリム童話』などヨーロッパの昔話などを翻訳し紹介[54]。
- 明治41年（1908年） - 泉鏡花、登張竹風のふたりはハウプトマンの戯曲『沈鐘』（1897年）を共訳、鏡花は『沈鐘』に明確な影響を受け戯曲『夜叉ヶ池』を執筆した[55]

現在も古典落語として口演される『死神』に出て来る死神の動作や蝋燭を用いた表現などは、日本古来のものと見なされることもあるが、落語家の三遊亭円朝が明治20年代（1890年前後）頃にグリム童話の「死神の名付け親」あるいはイタリアのオペラ『クリスピーノと代母（コマーレ）』（1850年）などといったヨーロッパの死神の登場する話をもとに翻案した新作落語であるとし、このイメージが巷に広まったことが知られている。、このように西洋の物語に登場するイメージなどを日本の妖怪のストーリーなどに翻案した作品も明治以降には発生している。
20世紀初頭には、欧米で発生した神秘学・心霊学などの導入も、翻訳を通じて高等教育を受けた階層に拡大していった。おもな翻訳者には、浅野和三郎や平井金三、粕川章子などがいる。

### 現代
古代から現代にかけて様々な形で妖怪は伝承されてはいるが、誰もが明確に見ることの出来る「遺物」として残されている情報は数でいえばとても少ない。説話集や絵巻物といった作品にその存在を確認できるのが限界で、当時一般的に体感された妖怪の伝承内容は、随筆や日記などからわずかに知れるに過ぎない。
娯楽作品に描かれる妖怪たちと同じように生活に身近な位置にいたと考えられる世間話・迷信や昔話（民間伝承）に登場する妖怪たちは、現代以降も残存する機会は非常に少なくなっている。マスメディアの普及や家庭や就業形態の変化による年長者や年配者の口伝えの機会の減少や孤立。民間伝承上の妖怪の背景となっていた事物の現代性を大きく奪っている。ひとを化かす存在として語られていた狸（たぬき）や狐（きつね）や鼬（いたち）や獺（かわうそ）を過去ほど身近に見かけづらくなったことや、農村・山村・漁村の機械化・住宅地化、あるいは硯（すずり）や釜（かま）や釣瓶（つるべ）などといった民具が使わなくなったことなどが具体例として挙げられる。このような伝承の内容と現代の実情の乖離している状況は、古典落語に登場する言葉や景観と同じように民間伝承の妖怪の「生活に身近だったもの」から「過去のもの」への変貌に拍車をかけており、文化全般の継承にかかわる問題の一部分でもある。
いっぽうで、噂話や世間話などを基盤として口裂け女、トイレの花子さん、カシマさんなど新たな妖怪も誕生している。これらの新しい妖怪は学校の怪談や都市伝説と称される分野で多くの話が年々生まれては消え、また伝えられていくうちに様々に変転をつづけている。このような新しい民間伝承の妖怪たちは、現代性をもった事物を背景として語られ、あるいはインターネット掲示板やケータイサイト、動画投稿サイト、ソーシャルメディアなど話題の場を移しながら、その内容がラジオ番組・テレビ番組やネットニュースなどのマスメディアでも取り上げられつづけることで、一定数に受容されているが、話が生まれた時代に用いられていた事物や言葉から現代性が喪失すれば、「過去のもの」として扱われてしまいかねない。1990年代以後に携帯電話やインターネットなどを用いた話なども見られるが、その中にはそれ以前から語られていた話に新しい現代的な事物が足されて語られるようになったものもあり、過去の民間伝承の妖怪たちから奪われた現代性を補完する存在であるとみることもできる。しかし、狸や狐が蒸気機関車や電車に化けたりする話が明治時代になって発生したように、新しい民間伝承の妖怪たちを区分する明確な基準は存在していない。都市伝説に見られる妖怪たちは、都市伝説をあつかったマスコミや書籍では現代妖怪や現代怪異と冠されて紹介されることも多い。
妖怪は古典的な演芸や美術あるいは様々な新興の媒体（マスメディア）で描写され、その創作群はひろく日本の社会に享受されている。明治・大正時代からつづく演劇や映画、紙芝居や昭和40年代（1970年前後）まで続いた貸本屋、また戦後の漫画産業の振興やテレビ放送、テレビゲームの普及などもその認知に寄与している。柳田國男『遠野物語』にえがかれた岩手県遠野市が民話・民俗の故郷として観光地化したり、平成以降に『ゲゲゲの鬼太郎』で知られる水木しげるの出身地の鳥取県境港市や、『稲生物怪録』の舞台である広島県三次市など、妖怪の登場する作品が地方自治体によって観光資源や地域活性の起爆剤となった事例もある。
柳田國男『妖怪談義』、今野圓輔『日本妖怪集』、千葉幹夫『全国妖怪事典』などの出版以後、マスメディアで紹介される妖怪には民間伝承の妖怪も幅ひろく用いられるようにもなったが、いっぽうで江戸時代の娯楽作品群同様に、創作の上でも妖怪は現代に生まれつづけている。1960年代以後は漫画やアニメあるいは映画などで盛んに新しい妖怪が登場している。現代に新しく生み出されている妖怪には、がしゃどくろ、樹木子などがその種の妖怪として知られ、これらは斎藤守弘・佐藤有文・山内重昭・大伴昌司・水木しげるなどによって書かれた雑誌記事や作品によって生まれている。1970年代には純粋に娯楽向けの怪奇系児童書や、教育・情操的な内容の児童書などを中心に妖怪を紹介する書籍が多く刊行されはじめ、その流れは21世紀現在も同種の書籍の出版が継続されることでつづいている。それら書籍中の妖怪には、実際に文献や伝承に見られる民間伝承、随筆の妖怪と、近世から現代にかけて作られた創作の妖怪とが混在しているのが特徴である。
歴史の項でも述べられているように、江戸時代にはすでに鳥山石燕らをはじめとして妖怪の創作そのものは幅広く行なわれていたため、絵画などを通じて知られている妖怪にも根本的に創作妖怪は多い。創作されたものであるから伝統的な妖怪ではないという判断も、事例ごとにかなりのムラがあるため、一概にくくることは難しい。いっぽう、「妖怪は創作物とは異なり伝統的なものである」という体で編まれた一般書・児童書などに、「古くから地域に伝えられた民俗的な内容のもの」として、「創作された情報や妖怪」が混在したまま掲載されているという不徹底が散見されることもあり、注意は必要である。

## 語彙と語義

### 日本
妖怪のほかに古文献などでは「妖恠」や「夭怪」など異体字を含めた表記例もみられる。妖（夭、あやかし）・変化（へんげ）・妖怪変化・お化け（化け物、化け）・化生（けしょう）・妖異・怪異・怪物・鬼・百鬼・魑魅魍魎（ちみもうりょう）・魔・魔物・憑き物・物の怪（勿の怪、物の気、もののけ）なども同様な意味で使われる。
奈良時代など古代の日本では、漢語を通じて得られた知識にしたがい「妖怪」という語は「怪しい奇妙な現象」を表していたが、様々な神や伝承や怪談や宗教や価値観と結びつき、詳細の解らない現象を、具体的な形を持ったものの仕業としたため「怪異を起こす存在」を妖怪と呼ぶようになったと考えられる。
- 宝亀8年（772年） - 『続日本紀』に「大祓、宮中にしきりに、妖怪あるためなり」という記述があり、同様になにかの物を指すのではなく、怪奇現象を表す言葉として妖怪を用いている。
- 平安時代中期 - 清少納言は『枕草子』のなかで「いと執念き御もののけに侍るめり」と記し、紫式部も「御もののけのいみじうこはきなりけり」という記述を残しており、「もののけ」という言葉がこの頃に登場する。
- 応安3年（1370年）頃 - 『太平記』の第5巻には「相模入道かかる妖怪にも驚かず」という記述がある。

海外で伝承される魔物・妖精の類も翻訳されることによって「妖怪」として扱われることがあり、日本で「妖怪」と称されるカテゴリーへ内包される対象は洋の東西を問わない。西洋の吸血鬼や狼男や、古代中国の『山海経』に見られる禽獣などを俗に「西洋妖怪」・「中国妖怪」と総称する例もある。日本の風俗から外れた、海外の魔物を「妖怪」と呼び習わすのは、こうした日本以外の文化が様々な時代に流入し、ある程度の歴史を持っているからである。英語圏などでは区別されることのあるFairy（フェアリー/妖精）とMonster（モンスター）の区別は日本においては曖昧であり、両者は包括されて取り扱われる。怪物（モンスター）については、日本の民間信仰で伝承されていないもの、また創作の妖怪で歴史の浅いものや、海外の民間伝承に登場するもの。または、正体の解らない不気味な生き物として、フィクションの上での、宇宙生物や未確認生物を指す傾向もある。

### 中国・朝鮮
中国では、妖精や精霊、精怪といった語が日本でいうところの「妖怪」に近い言葉として用いられている。ほかに魅（邪魅、妖魅、鬼魅、老魅）、妖鬼・妖魔・妖霊・妖厲などの語がある。「鬼」は幽霊、霊鬼という意味でつかわれており日本語における「おに」のイメージとは差異が見られる。妖精や鬼など、同じ漢字であってもその意味合いやイメージに異なるものも存在しているのは他の日本語と中国語の関係と同様である。
- 1世紀初頭 - 今の中国の書物『循史伝』に「久之 宮中数有妖恠（妖怪） 王以問遂 遂以為有大憂 宮室将空」という記述があり、「人知を超えた奇怪な現象」という意味で、妖怪という言葉が使われている。
- 朝鮮半島では、鬼・鬼神・鬼変、妖怪、妖鬼、妖物、霊怪などの語が文献に見られる。15世紀に書かれた伝奇小説『金鰲新話』には中国の説を引いた妖怪・鬼の解説を説いた場面なども見られ、「妖」を「物に依るもの」、「魅」を「物を惑わすもの」であるなどと描写している[72]。

### 欧州

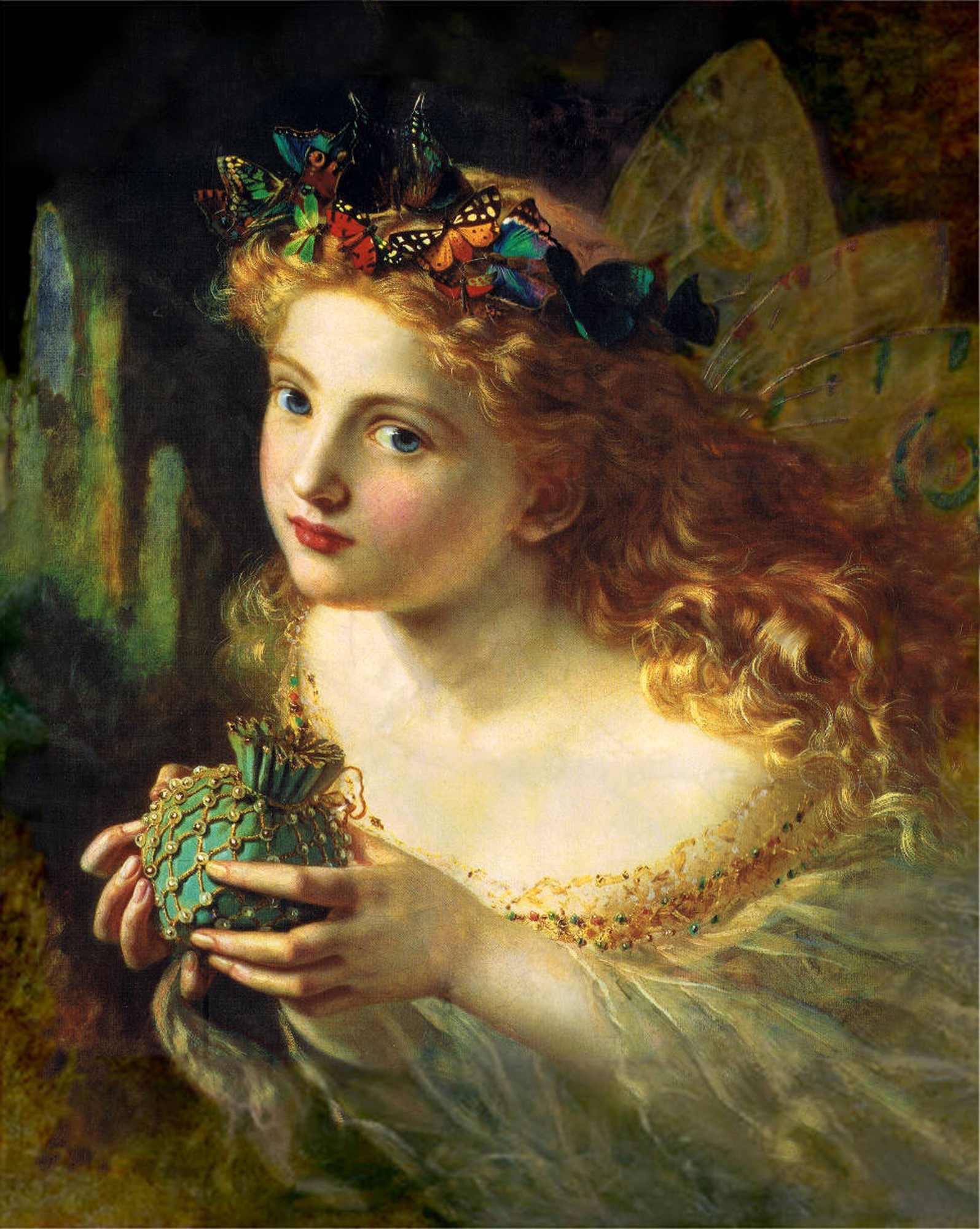
fairy:妖精

ヨーロッパの「fairy」（フェアリー）は日本では一般的に妖精と翻訳されることが多いが、文化人類学などでは妖怪も妖精も包括されて扱われている。また現在の日本文化としての「妖怪」が紹介される際には「monster」：怪物と翻訳されることも多い。これらの語義の違いは、背景となる自然に対する姿勢や歴史性はもちろんだが、翻訳とニュアンスに留まるところが多いため翻訳される語同士が完全に同義であるとはいえない。

## 勿怪の幸い
勿怪の幸い（もっけのさいわい）とは、「図らずして齎された幸福のこと」である。もともとは、物の怪（勿の怪）の幸いといい、物の怪（妖怪）がもたらす幸福を意味した。山姥や鬼や座敷童子が禍や福をもたらすという、各々違う物語が伝承されていて、妖怪は祟りや恐怖だけの存在ではなく、時として幸福を授けてくれる存在であり、前述にもあるように、古神道や神道の神々や、九十九神も同様に禍福をもたらす存在である。これらは、自然崇拝に見られる特徴であり、自然の一部である天気や気候においても、適度な晴れや雨は実りや慈雨であるが、過ぎれば日照りや水害になることと共通する。
期待しなかった事柄やものが、幸（予想に反して成長や効果や利益）をもたらす表現として、「化け」や「大化け」があり、「オバケ」の語彙や語句の一つであり、「期待していなかった新人歌手が、トップスターになった」ときなどに「この新人歌手は化けた」または、「大化けした」というように使われる。大きく成長した動植物にも使用され、「お化けダイコンやお化けヤゴ（オニヤンマの幼生の俗称）」などと使われる。古神道において、「神さび」とともに古いことだけでなく、大きなことも尊ばれてきた歴史や価値観があり、神体山としての霊峰富士や、巨木・巨石信仰の御神木や夫婦岩などがあり、この大きい「お化け」ということと根底で繋がっているともいえる。
また、幸をもたらす効果として、より美しくする装いを「化粧」というが、妖怪やお化けをあらわす「化生」が語源ともいわれる。

## 祭祀と妖怪

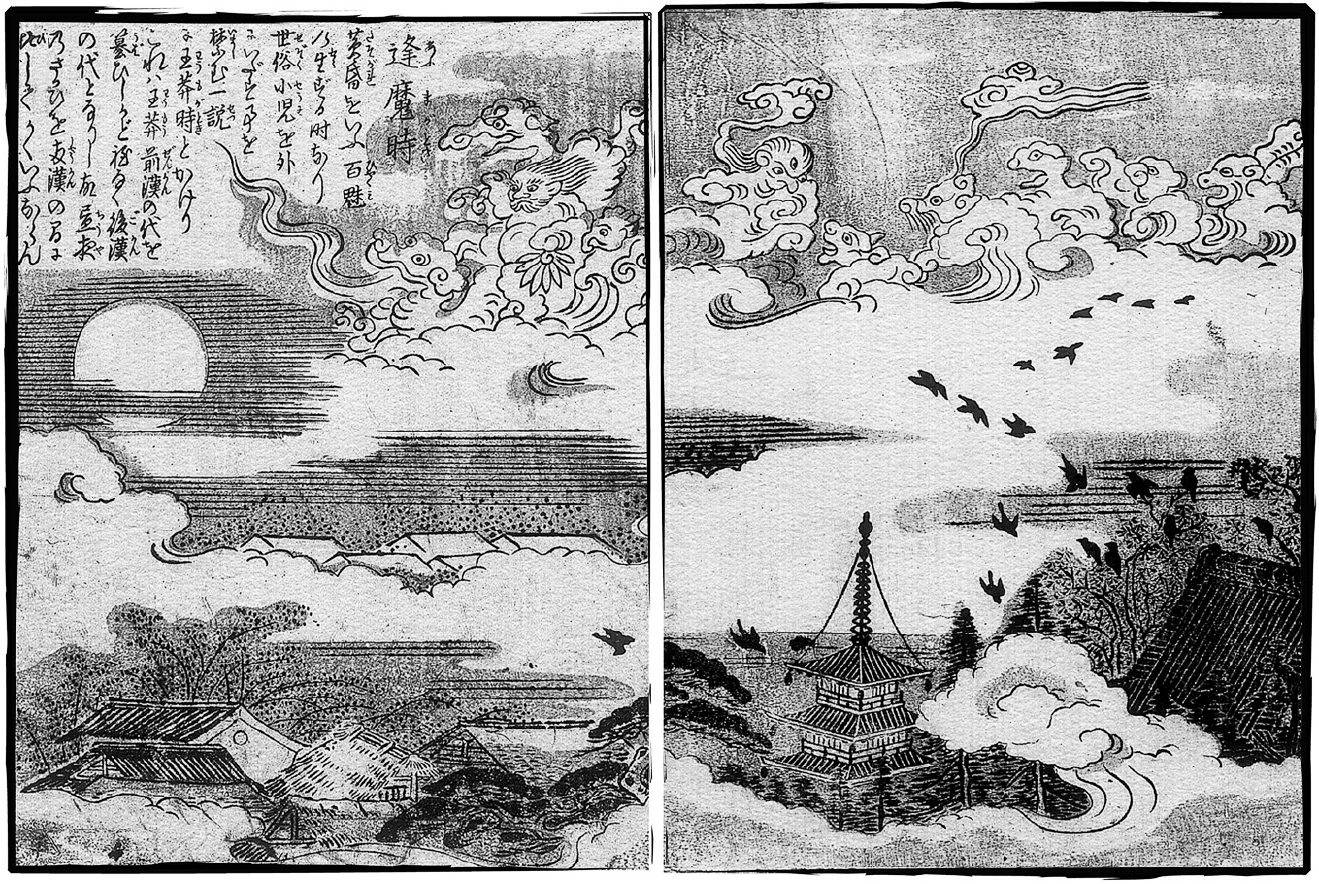
逢魔時（『鳥山石燕今昔画図続百鬼』1779年）

柳田國男は、「信仰を失った神が零落した姿が妖怪である」という考察を打ち立てている。ヤマタノオロチのように元々は祀られる土地の神であったがスサノオに退治され妖怪に転落した存在や、弥三郎という盗賊を退治したところ彼の怨霊が毒蛇となって田の水を枯らしたので祀り上げて「井の明神」としたとあるように神に転じた存在、河童や犬神のようにある地域では神として祀られていても別の地域では妖怪とされている存在を例に取れるように、日本人の神に対する価値観の中で、妖怪と神の間を行き来している存在が見られる。
古来のアニミズム的な思想において、あらゆる事象に宿るとされていた霊的存在は「物の気」などとも表現されてきた。霊魂はそれぞれが感情を持つと信じられており、和んでいれば豊作のような吉事をもたらす「和魂」であり、荒れていれば災害や疫病のような凶事をもたらす「荒魂」であるとし、荒魂を和魂に変える手段が「祭祀」であり「鎮魂」であった。一般的に先祖や偉人、地域によって時には自然や動物も和魂として守り神となってもらえるように祀り続ける一方で、その時代では解明できない凶事と畏怖をもたらす存在も、祀ることで凶事をもたらさなくなるよう鎮魂が試みられてきた。つまり、元々は妖怪的存在とは荒魂のうち祀られなかった、祀ることに失敗した、もしくは祀り捨てられた存在に求めることができるといえる。

### 端境

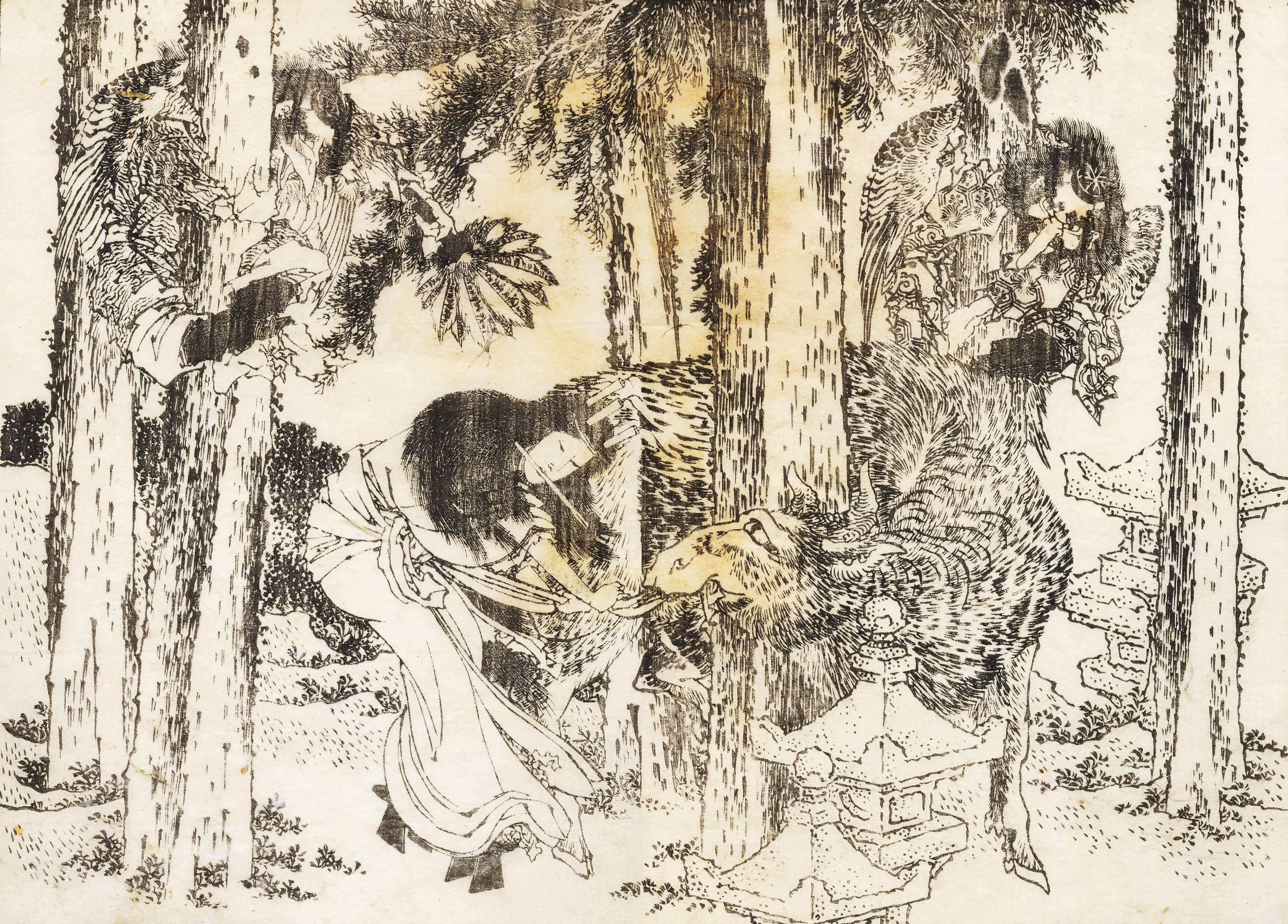
丑の刻参りをする女性の図（葛飾北斎）

古神道においては、神奈備（かんなび）という「神が鎮座する」山や森があり、この神奈備が磐座（いわくら）・磐境（いわさか）や神籬（ひもろぎ）に繋がっていった。これら鎮守の森や神木や霊峰や夫婦岩は神域や神体であると共に、「現世」と「常夜・常世」の端境と考えられ、魔や禍が簡単に往来できない、若しくは人が神隠しに遭わないよう結界として、注連縄（しめなわ）や祠が設けられている。逢魔刻（大禍刻）や丑三つ刻だけでなく、丑の刻参りという呪術があり、古くは神木（神体）に釘を打ち付け、自身が鬼となって恨む相手に復讐するというものである。丑の刻（深夜）に神木に釘を打って結界を破り、常夜（夜だけの神の国）から、禍をもたらす神（魔や妖怪）を呼び出し、神懸りとなって恨む相手を祟ると考えられていた。
これらに共通するのは「場の様相」（環境や状況）が転移する（変わる）空間や時間を表していて、夕方や明け方は、昼と夜という様相が移り変わる端境の時刻であり、昼間はどんな賑やかな場所や開けた場所であっても、深夜には「草木も眠る丑三つ時」といわれるように、一切の活動がなくなり、漆黒の闇とともに、「時間が止まり、空間が閉ざされた」ように感じるからである。また神奈備などの自然環境の変化する端境の場所だけでなく、坂、峠、辻、橋、集落の境など人の手の加わった土地である「道」の状態が変化する場所も、異界（神域）との端境と考えられ、魔や禍に見舞われないように、地蔵や道祖神を設けて結界とした。社会基盤がもっと整備されると、市街の神社や寺や門などから、伝統的な日本家屋の道と敷地の間の垣根や、屋外にあった便所や納戸や蔵、住居と外部を仕切る雨戸や障子なども、常世と現世の端境と考えられ、妖怪と出会う時間や場所と考えられた。

## 妖怪の学術的研究

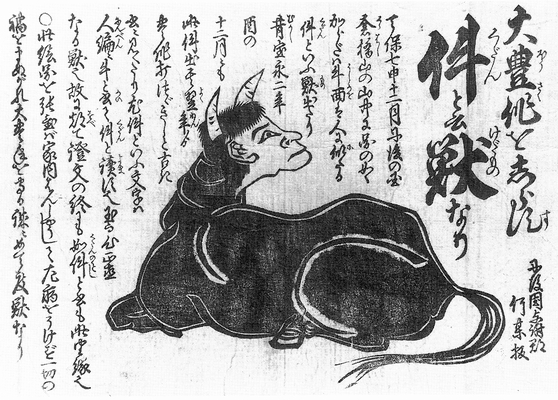
件（くだん）」を描いた瓦版（1836年）

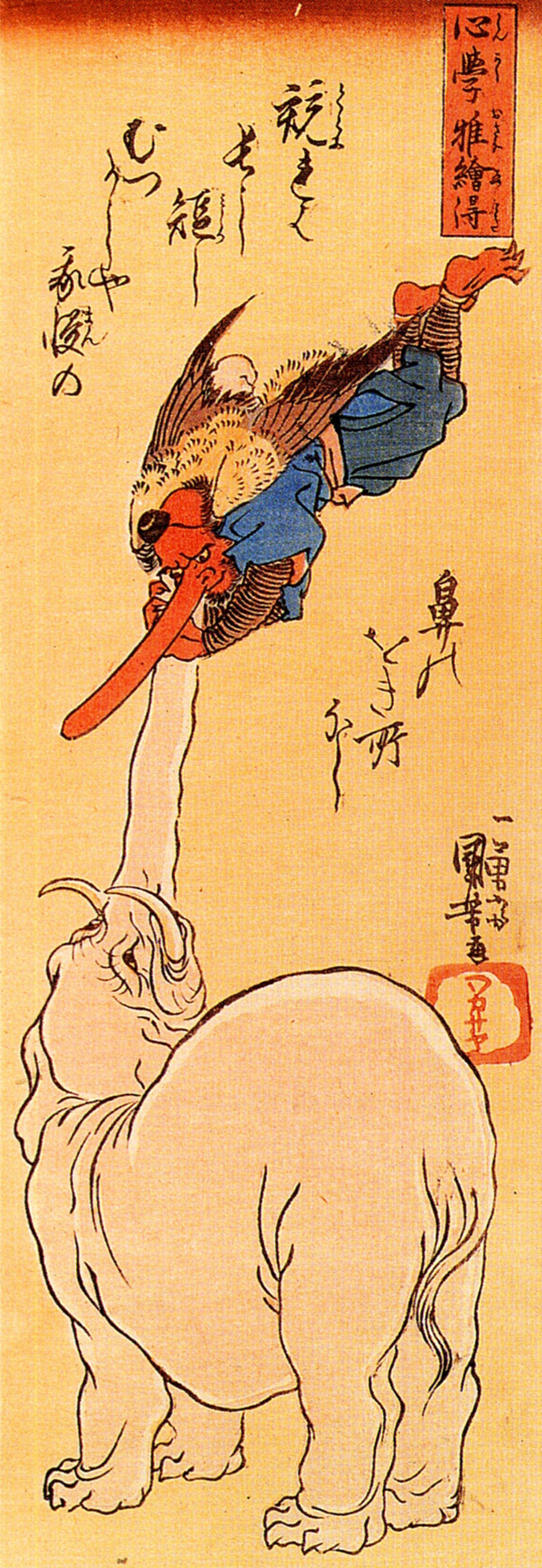
天狗と象（歌川国芳『心学稚絵得』1842年）心学を題材にしたもの

妖怪を研究対象として取り扱っている学問には民俗学や文化人類学などがある。また、文学、歴史学、宗教学、芸術学、演劇などの諸領域でも作品・事例についての研究が重ねられている。
民俗学では「民間信仰」に関する研究において、予兆、禁忌、ことわざ、民間療法などと並んで、妖怪は庶民一般の信仰事象を解明する一事象として捉えられてきた。自然現象に対する理屈付け、教育的機能など、自然に対する畏怖や敬意、価値観などを明らかにするものと言われる。民俗学者の柳田国男は、各地の一般の人々の歴史や生活の変遷などを探る民俗学の研究対象の一つとして、妖怪についても全国各地で現地調査を行い、『遠野物語』をはじめ多くの出版物や講演などを通して、「古いものにこそ価値があり、それを知ることは各自の地域がどのようにして今に至ったかを知ることになり、その地域の将来を考える上で重要だ」と説いている。柳田の教えを直に受けている折口信夫、池田弥三郎、武田明、武田静澄、大藤時彦、瀬川清子、牧田茂、今野圓輔、桂井和雄、井之口章次などには、伝説や俗信などの論考のなかで、妖怪に関する言及や記述も多い。
方言の研究分野においても、妖怪は語彙分布を主眼とした研究が積極的になされて来た。国語学者の東条操や、方言研究者の橘正一（1902年-1919年)による収集報告などが見られるほか、生物学者の佐藤清明（1905年-1998年）や日野巌（1898年-1985年）らも、それぞれ各地から集めた妖怪の呼称を資料として集成している。生物学者・植物学者たちは、明治時代から方言名収集をつねに行って来ており、そのネットワークも調査に有益に用いられていた。佐藤による方言名の収集『現行全国妖怪事典』（1935年）は柳田國男「妖怪名彙」の資料の一部にもなっている。

### 主要な研究者
- 井上円了- 安政5年（1858年） - 大正8年（1919年）
  - 仏教哲学者。当時の科学的見地から、哲学や心理学を用いて、妖怪の存在やその現象の真偽を、分類し体系としてまとめた[89][51]。著書には『妖怪学』・『妖怪学講義』などがある。
- 坪井正五郎- 文久3年（1863年） - 大正4年（1913年）
  - 人類学者。現在の考古学や文化人類学の領域からの考察のほか、坪井が中心となった「化物会」[90]での活動など、集古会を軸にした文化的側面の妖怪に関する言及も多い[91]。
- 南方熊楠 - 慶応3年（1867年） - 昭和16年（1941年）
  - 博物学者。粘菌の権威として知られる生物学者であるが、民俗学者でもあり、その見地から妖怪についても記している[92][93]。柳田國男とは書簡を通じて親交があったが、山人にまつわる論争の末に絶交している[94]。
- 柳田國男- 明治8年（1875年） - 昭和37年（1962年）
  - 民俗学者。佐々木喜善から提供された岩手県遠野の話をまとめた『遠野物語』では、日本の風俗習慣や価値観を広く知らしめた。著書には『妖怪談義』、『山島民譚集』、『一目小僧その他』などがある。
- 江馬務 - 明治17年（1884年） - 昭和54年（1979年）
  - 歴史学者。衣裳をはじめとした有職故実の研究家として知られる。[日本の歴史学の見地から学術的に妖怪を取り上げた[95]。著書に『日本妖怪変化史』などがある。
- 藤沢衛彦 - 明治18年（1885年） - 昭和42年（1967年）
  - 風俗史学者、児童文学研究者。日本伝説学会を設立。『日本伝説研究』（1922-25年）で「人魚伝説」などを考証するなど、伝説関係の著作を多く手掛けたほか[96]、『妖怪画談全集』、『図説日本民俗学全集』などを通じて、鳥山石燕や竹原春泉斎をはじめ、所蔵する多数の妖怪に関する図版を後世に継承させた[97][98]。
- 吉川観方- 明治27年（1894年） - 昭和54年（1979年）
  - 風俗研究家、日本画家。近世を中心とした資料の研究・収集で知られ、妖怪の絵画作品ついての著書に『絵画に見えたる妖怪』、『続 絵画に見えたる妖怪』などが知られる。『百怪図巻』をはじめとした旧蔵品は福岡市博物館などに収蔵されており、現在も妖怪に関する展示に広く用いられている[99][100]。
- 岩井宏實 - 昭和7年（1932年） - 平成28年（2016年）。
  - 民俗学者。日本の古民具や民間信仰について研究している。著書には『日本の妖怪百科』、『少年少女版日本妖怪図鑑』、『妖怪と絵馬と七福神』などがある。
- 宮田登 - 昭和11年（1936年） - 平成12年（2000年）
  - 民俗学者。著書には『妖怪の民俗学 日本の見えない空間』などがある。
- 小松和彦- 昭和22年（1947年）生まれ。
  - 文化人類学者、民俗学者。「妖怪研究は人間そのものを知るためと同様に、総合的かつ学際的な視点による研究が必要不可欠である」と主張し、諸分野の妖怪文化の研究を共有するための場としての「妖怪学」を提唱した[101]。著書に『憑霊信仰論』、『日本妖怪異聞録』、『妖怪学新考－妖怪からみる日本人の心』などがある。
- 湯本豪一 - 昭和25年（1950年）生まれ。
  - 民俗学者・妖怪研究家。学芸員勤務のかたわら、多数の妖怪資料を収集・研究。収集品は三次もののけミュージアムに収められ展示されている[102][103]。著書に『続妖怪図巻』、『妖怪あつめ』、『今昔妖怪大鑑』、『YOKAI』など。
- 多田克己 - 昭和36年（1961年）生まれ。
  - 妖怪研究家。